# سراويل (الملاجم)

تعديل مصدري - تعديل

سراويل هي إحدى قرى عزلة الرشدة بمديرية الملاجم التابعة لمحافظة البيضاء، بلغ تعداد سكانها 271 نسمة حسب تعداد اليمن لعام 2004.